# Rui Valério
Rui Manuel Sousa Valério, S.M.M, oficialmente Rui I, XVIII Patriarca de Lisboa (24 de diciembre de 1964, Ourém, Portugal) es un prelado portugués actual patriarca de Lisboa y administrador apóstolico sede vacante del ordinariato militar de Portugal. Fue designado patriarca de Lisboa el 10 de agosto de 2023 tras la renuncia del cardenal Clemente cómo tal y tomó posesión del patriarcado el 2 de septiembre de 2023, mismo día en el que se le encargó la administración apostólica del obispado castrense (cargo que cesó el 20 de febrero de 2025 tras la toma de posesión del nuevo obispo castrense).

## Biografía
Monseñor Rui Valério nació el 24 de diciembre de 1964 en Ourém, Portugal, parte de la diócesis de Leiria-Fátima.

### Sacerdocio
Hizo sus votos perpetuos por la Compañía de María el 6 de octubre de 1990 y fue ordenado sacerdote el 25 de enero del siguiente año.
Luego de haber estudiado filosofía en la Pontificia Universidad Lateranense estudió teología en la Pontificia Universidad Gregoriana y obtuvo una licencia en teología dogmática.

### Episcopado

#### Obispo Castrense de Portugal
El 27 de octubre de 2018 el papa Francisco lo nombró Ordinario Militar de Portugal formulando su traslado de la Parroquia de Povoa.
Recibió la ordenación episcopal el 25 de noviembre de 2018 por el cardenal-Patriarca de Lisboa Manuel Clemente.

#### Patriarca de Lisboa
El 10 de agosto de 2023 el papa Francisco lo nombró Patriarca de Lisboa tras la renuncia de Manuel Clemente cómo tal, resultando el Patriarca Emérito.
Cómo Patriarca de Lisboa ostenta las dignidades arquiepiscopales y de metropolitano cómo cabeza de la Provincia Eclesiástica de Lisboa.

## Escudos de armas
|  | El escudo obispal está blasonado así: Campo de azur dividido en cruz de argén: de superior una paloma de argén; de inferior siniestra una vieira de argén con tres lineas onduladas debajo, también de argén; y de diestra una virgen de argén. Timbrado con un capelo de seis borlas en verde (propio de los obispos), el lema propio "In Manibus Tuis" en gules sobre oro y una cruz griega de oro con detalles en gules atravesando el campo. |

|  | El escudo patriarcal está blasonado así: Campo de azur dividido en cruz de argén: de superior una paloma de argén; de inferior siniestra una vieira de oro con tres lineas onduladas debajo, también de oro; y de diestra una estrella con siete puntas de oro. Timbrado con un capelo de treinta borlas (propio de los Patriarcas) en púrpura (distinción de los Patriarcas de Lisboa, debido a la histórica costumbre de nombrarlos cardenales en el primer consistorio luego de que sean nombrados) con el palio (en su calidad de metropolitano de la Provincia Eclesiástica de Lisboa) y el lema propio "In Manibus Tuis" y una cruz patriarcal en oro con detalles en gules atravesando el campo. |